# Spinoaequalis schultzei
Spinoaequalis schultzei — вид викопних плазунів-діапсидів, що існував у пізньому карбоні (300 млн роів тому). Скам'янілості зібрані у Канзасі.

## Опис
Тварина довжиною 30 см, зовні схожа на ящірку. Це один з перших діапсидів разом із Petrolacosaurus. Це також була перша рептилія, яка повернулася у воду, еволюціонувавши незабаром після Hylonomus, найстарішої підтвердженої рептилії. Spinoaequalis не був повністю водним, часто повертався на сушу. Ймовірно, він плавав, використовуючи свій сплюснутий з боків віялоподібний хвіст. Spinoaequalis був знайдений разом із чудово збереженою морською рибою, що свідчить про те, що він час від часу запливав у морську воду.
У тому ж родовищі, де були знайдені скам'янілості Spinoaequalis, також були знайдені останки хижого пелікозавра Archaeovenator. Цілком можливо, що адаптація Spinoaequalis була корисною для втечі від хижаків.